# Beatrice del Portogallo (contessa di Albuquerque)
Beatrice Perez (Beatriz in spagnolo, asturiano, aragonese, portoghese, galiziano, basco e tedesco, Beatriu in  catalano, Beatrix in fiammingo, Béatrice in francese e Beatrice in inglese; 1347 – Ledesma, 5 luglio 1381) è stata Infanta di Portogallo e contessa consorte di Alburquerque e signora consorte di Ledesma, Alba de Liste, Medellín, Tiedra e Montalbán.

## Origine[1][2][3][4]
Figlia illegittima del re del Portogallo e dell'Algarve, Pietro I e della galiziana, Inés de Castro, che si sposarono, nel 1354.

## Biografia
Beatrice assieme ai fratelli Giovanni e Dionigi (D. Juan, D. Dionis, D. Beatriz) è citato nel Nobiliario di suo zio, Pietro Alfonso, conte di Barcelos, come figlio di Pietro, re del Portogallo (D. Pedro Rey de Portugal) e della sua seconda (terza) moglie Inés de Castro (D. Ines de Castro).
Dichiarata principessa del Portogallo, Beatrice fu legittimata il 19 marzo del 1361.

Anche dopo la morte del padre i rapporti col fratellastro, Ferdinando (1345-1383), che era divenuto re del Portogallo, si mantennero buoni.

Infatti, nel marzo del 1373, in base al Trattato di Santarem, imposto dal re di Castiglia e León, Enrico II di Trastamara al re del Portogallo, il suo fratellastro, Ferdinando I, oltre a espellere dal Portogallo tutti gli ex sostenitori di Pietro I il Crudele, doveva rompere l'alleanza con l'Inghilterra e, come garanzia, cedere alla Castiglia sei città portoghesi e approvare il fidanzamento di Beatrice con il fratello di Enrico II, il conte di Alburquerque, Signore di Ledesma, Alba de Liste, Medellín, Tiedra e MontalbánSancho (1342-1374), figlio illegittimo del re di Castiglia e León Alfonso XI e della di lui amante Eleonora di Guzmán.

Il matrimonio fu celebrato nello stesso mese di marzo del 1373.
Dopo circa undici mesi, Beatrice rimase vedova, con un figlio di circa due mesi e in attesa del secondo figlio.
Beatrice morì, nel 1381, a Ledesma, lasciando due figli ancora piccoli.

## Figli[3][9][10]
Beatrice a Sancho diede due figli:
- Don Fernando Sánchez (1373 – 1385), 2º conte di Alburquerque, che morì alla Battaglia di Aljubarrota
- Eleonora d'Alburquerque (1374 – 1435), che sposò il re Ferdinando I di Aragona.

## Ascendenza
|                               |   |                                | Genitori                 |  |  | Nonni |  |  | Bisnonni               |  |  | Trisnonni                  |  |
|                               |   |                                |                          |  |  |       |  |  | Dionigi del Portogallo |  |  | Alfonso III del Portogallo |  |
|                               |   |                                |                          |  |  |       |  |  | Dionigi del Portogallo |  |  | Alfonso III del Portogallo |  |
|                               |   | Beatrice di Castiglia e Guzmán |                          |  |  |       |  |  | Dionigi del Portogallo |  |  |                            |  |
| Alfonso IV del Portogallo     |   |                                |                          |  |  |       |  |  | Dionigi del Portogallo |  |  |                            |  |
|                               |   | Isabella d'Aragona             | Pietro III d'Aragona     |  |  |       |  |  |                        |  |  |                            |  |
|                               |   | Isabella d'Aragona             | Pietro III d'Aragona     |  |  |       |  |  |                        |  |  |                            |  |
|                               |   | Isabella d'Aragona             | Costanza di Hohenstaufen |  |  |       |  |  |                        |  |  |                            |  |
| Pietro I del Portogallo       |   | Isabella d'Aragona             |                          |  |  |       |  |  |                        |  |  |                            |  |
|                               |   | Sancho IV di Castiglia         | Alfonso X di Castiglia   |  |  |       |  |  |                        |  |  |                            |  |
|                               |   | Sancho IV di Castiglia         | Alfonso X di Castiglia   |  |  |       |  |  |                        |  |  |                            |  |
|                               |   | Sancho IV di Castiglia         | Violante d'Aragona       |  |  |       |  |  |                        |  |  |                            |  |
| Beatriz di Castiglia          |   | Sancho IV di Castiglia         |                          |  |  |       |  |  |                        |  |  |                            |  |
|                               |   | Maria di Molina                | Alfonso di Molina        |  |  |       |  |  |                        |  |  |                            |  |
|                               |   | Maria di Molina                | Alfonso di Molina        |  |  |       |  |  |                        |  |  |                            |  |
|                               |   | Maria di Molina                | Mayor Alonso de Meneses  |  |  |       |  |  |                        |  |  |                            |  |
| Beatrice del Portogallo       |   | Maria di Molina                |                          |  |  |       |  |  |                        |  |  |                            |  |
|                               | … | …                              |                          |  |  |       |  |  |                        |  |  |                            |  |
|                               | … | …                              |                          |  |  |       |  |  |                        |  |  |                            |  |
|                               | … | …                              |                          |  |  |       |  |  |                        |  |  |                            |  |
| Pedro Fernández de Castro     | … |                                |                          |  |  |       |  |  |                        |  |  |                            |  |
|                               |   | …                              | …                        |  |  |       |  |  |                        |  |  |                            |  |
|                               |   | …                              | …                        |  |  |       |  |  |                        |  |  |                            |  |
|                               |   | …                              | …                        |  |  |       |  |  |                        |  |  |                            |  |
| Inés de Castro                |   | …                              |                          |  |  |       |  |  |                        |  |  |                            |  |
|                               |   | Lorenzo Soarez de Valladares   | …                        |  |  |       |  |  |                        |  |  |                            |  |
|                               |   | Lorenzo Soarez de Valladares   | …                        |  |  |       |  |  |                        |  |  |                            |  |
|                               |   | Lorenzo Soarez de Valladares   | …                        |  |  |       |  |  |                        |  |  |                            |  |
| Aldonza Lorenzo de Valladares |   | Lorenzo Soarez de Valladares   |                          |  |  |       |  |  |                        |  |  |                            |  |
|                               |   | Sancha Nuñez                   | …                        |  |  |       |  |  |                        |  |  |                            |  |
|                               |   | Sancha Nuñez                   | …                        |  |  |       |  |  |                        |  |  |                            |  |
|                               |   | Sancha Nuñez                   | …                        |  |  |       |  |  |                        |  |  |                            |  |
|                               |   | Sancha Nuñez                   |                          |  |  |       |  |  |                        |  |  |                            |  |